# Недовршена симфонија
Недовршена симфонија (нем. Unvollendete) је једно од најпознатијих Шубертових симфонијских дела. Музиколози се не слажу око разлога зашто Шуберт није завршио симфонију, иако је рад на њој започео 6 година пре своје смрти. Симфонија има два става - постоји само фрагмент трећег става (scherzo, првих 30 оркестрираних тактова и скоро завршена клавирска партитура), а неки музиколози претпостављају да је четврти став, уместо у симфонију, укључен као интермецо (Entr'acte Nr. 1, h-moll, Allegro molto moderato, D. 797) у представу „Rozamunda” Хелмине фон Шези (Helmina von Chézy).
Симфонија с постојећа два става је премијерно изведена 17. децембра 1865. у Бечу, диригент је био Јохан фон Хербек (Johann von Herbeck).

## Састав
Први став почиње питањем, pianissimo unisono мотивом чела и контрабаса. Одговор стиже од тамног звука виолина, преко којих одзвања главна тема обое и кларинета. Следи тема која је заслужна за популарност симфоније. Мелодија је рурална, потичу је чела а настављају виолине. Следи нагли прекид споредне теме, наступају гудачи драматичним forzatissimo тремолом. Обнавља се споредна тема, овог пута с дувачима. Овде завршава експозиција, која се одмах затим понавља. Следи разрада која користи само основни мотив, из споредне теме преузима се само синкопирана пратња. Реприза поново обрађује све три теме и води до финала првог става.
Тихи други став традиционално је у контрасту с првим. Експозиција садржи три теме које се понављају. Тиха прва тема је контраст узлазне мелодије рогова и истовремене силазне pizzicato пратње гудача. И друге две теме настављају у мирном и готово контемплативном расположењу. Ипак, друга тема доноси драматичан преокрет до fortissima. Након понављања тема, став бледи кроз коду са садржајем прве теме.
Уобичајено трајање симфоније је око 22 минута.

## Напомена
У оно време било је уобичајено 3 става (нпр. брз-лаган-брз) или 4 става (нпр. брз-лаган-менует-брз).